# Lista de geminações das cidades da Flórida
Esta é a lista de cidades gêmeas relacionada às localidades da Flórida (Cidades, Vilas, Aldeias e regiões censodesignadas):

## Apalachicola
- Columbus, Geórgia, Estados Unidos[1]

## Bay Harbor Islands
- Marechal Deodoro, Alagoas, Brasil[2]

## Boca Raton
- Spandau, Berlim, Alemanha[3]

## Bonita Springs
- Grünstadt, Renânia-Palatinado, Alemanha[3]

## Boynton Beach
- Qufu, Shandong, República Popular da China[4]
- Les Cayes, Sul, Haiti[5]

## Bradenton
- Barcarrota, Estremadura, Espanha[6]

## Cabo Canaveral
- Guidonia Montecelio, Lácio, Itália[7]
- Ítaca, Ilhas Jónicas, Grécia[6]
- Kloten, Zurique, Suíça[8]
- Vila do Bispo, Distrito de Faro, Portugal[9]

## Cape Coral
- Nyeri, Nyeri, Quénia[10]

## Clearwater
- Wyong, Nova Gales do Sul, Austrália[11]
- Nagano, Nagano, Japão[4]
- Calamária, Macedónia Central, Grécia[3]

## Cocoa
- Bete-Semes, Distrito de Jerusalém, Israel[5]

## Cocoa Beach
- Kyustendil, Kyustendil, Bulgária[12]
- Santa Marta, Magdalena, Colômbia[13]

## Cooper City
- Killarney, Condado de Kerry, Irlanda[14]

## Coral Gables
- Aix-en-Provence, Bocas do Ródano, França
- Cartagena das Índias, Bolívar, Colômbia
- Granada, Andaluzia, Espanha
- Antigua Guatemala, Sacatepéquez, Guatemala
- Quito, Pichincha, Equador
- Província de Pisa, Toscana, Itália[15]

## Coral Springs
- Paraíso, Cartago, Costa Rica[6]

## Crestview
- Noirmoutier-en-l'Île, Vendeia, França[5]

## Dania Beach
- Fredensborg, Região da Capital, Dinamarca[16]

## Daytona Beach
- Baiona, Pirenéus Atlânticos, França
- Campeche, Campeche, México[3]

## Deerfield Beach
- Acre, Distrito Norte, Israel[17]

## Delray Beach
- Moshi Mjini, Kilimanjaro, Tanzânia
- Miyazu, Quioto, Japão[5]

## Deltona
- Sanford, Flórida, Estados Unidos[18]

## Destin
- Saint-Gilles-Croix-de-Vie, Vendeia, França[3]

## Doral
- Xizhi, Nova Taipé, Taiwan[19]

## Dunedin
- Stirling, Stirling, Escócia[5]
- Summerside, Ilha do Príncipe Eduardo, Canadá[3]

## Eatonville
- Bamenda, Noroeste, Camarões[3]

## Fort Lauderdale
- Asante Akim North, Ashanti, Gana
- Belo Horizonte, Minas Gerais, Brasil
- Cabo Haitiano, Departamento do Norte, Haiti
- Gold Coast, Queensland, Austrália
- Haifa, Haifa, Israel
- La Romana, La Romana, República Dominicana
- Mar del Plata, Província de Buenos Aires, Argentina
- Medellín, Antioquia, Colômbia
- Cidade do Panamá, Panamá, Panamá
- Muğla, Antioquia, Turquia
- Aguirre, Puntarenas, Costa Rica
- Rimini, Emília-Romanha, Itália
- São Sebastião, São Paulo, Brasil
- Borough Metropolitano de Sefton, Merseyside, Inglaterra
- Veneza, Vêneto, Itália
- Duisburgo, Renânia do Norte-Vestfália, Alemanha
- Mataró, Catalunha, Espanha
- Kaohsiung, Taiwan[20]

## Fort Walton Beach
- Cidade Quezon, Grande Manila, Filipinas[21]

## Gainesville
- Dohuk, Dahuk, Iraque[11]
- Jacmel, Sudeste, Haiti[22]
- Kfar Saba, Distrito Norte, Israel[23]
- Resóvia, Voivodia da Subcarpácia, Polónia[24]
- Novorossisk, Krai de Krasnodar, Rússia[25]
- Calquília, Província de Calquília, Palestina[23]

## Hialeah
- Luján de Cuyo, Mendoza, Argentina
- Bucaramanga, Santander, Colômbia
- Cartago, Cartago, Costa Rica[3]
- Manágua, Manágua, Nicarágua[26]

## Hollywood
- Herzliya, Distrito de Telavive, Israel
- Baia Mare, Maramureș, Roménia
- Ciudad de la Costa, Canelones, Uruguai[5]
- Cidade da Guatemala, Departamento da Guatemala, Guatemala
- Romorantin-Lanthenay, Loir-et-Cher, França
- Diego Bautista Urbaneja, Anzoátegui, Venezuela[6]
- Higüey, La Altagracia, República Dominicana
- Vlorë, Vlorë, Albânia[3]
- San Salvador, San Salvador, El Salvador[27]

## Homestead
- Liberia, Guanacaste, Costa Rica[28]
- Petit-Goâve, Oeste, Haiti[29]

## Inverness
- Inverness, Highland, Escócia[3]

## Jacksonville
- Murmansk, Oblast de Murmansk, Rússia
- Curitiba, Paraná, Brasil
- Nantes, Loire-Atlantique, França
- San Juan, Porto Rico
- Bahía Blanca, Província de Buenos Aires, Argentina
- Município metropolitano Nelson Mandela, Cabo Oriental, África do Sul
- Yingkou, Liaoning, República Popular da China
- Ningbo, Zhejiang, República Popular da China
- Shaoxing, Zhejiang, República Popular da China
- Suzhou, Jiangsu, República Popular da China
- Changwon, Gyeongsang do Sul, Coreia do Sul[30]
- Masan, Gyeongsang do Sul, Coreia do Sul[4][31]

## Key West
- Green Turtle Cay, Ilhas Ábaco, Bahamas[32]

## Kissimmee
- Hualien, Hualien, Taiwan[33]
- Miao Li,Miao Li, Taiwan[34]

## Lake Placid
- Lake Placid, Nova Iorque, Estados Unidos[35]

## Lake Worth
- Lappeenranta, Carélia do Sul, Finlândia[5]

## Lakeland
- Bălţi, Moldávia
- Portmore, Saint Catherine, Jamaica
- Rîbniţa, Rîbniţa, Transnístria[5]
- Richmond Hill, Ontário, Canadá[3]
- Chongming, Xangai, China
- Fengxian, Xangai, China
- Jiaxing, Zhejiang, China
- Imabari, Ehime, Japão[4]

## Lantana
- Lapua, Ostrobótnia do Sul, Finlândia[5]

## Largo
- Kami, Kōchi, Japão[4]

## Lauderdale-by-the-Sea
- Henley-on-Thames, Oxfordshire, Inglaterra[5]
- San Isidro, Lima, Peru[6]

## Lauderdale Lakes
- Porto-da-Paz, Noroeste, Haiti[36]

## Lauderhill
- Chaguanas, Chaguanas, Trinidad e Tobago
- Gemlik, Bursa, Turquia[6]
- Pétionville, Distrito Oeste, Haiti
- Falmouth, Trelawny, Jamaica
- Suzano, São Paulo, Brasil[5]

## Lynn Haven
- Saint Cloud, Flórida, Estados Unidos[37]

## Madeira Beach
- Machico, Região Autónoma da Madeira, Portugal[3]

## Miami
- Agadir, Souss-Massa-Drâa, Marrocos[38]
- Amã, Província de Amã, Jordânia[39]
- Bersebá, Distrito Sul, Israel[40]
- Bogotá, Distrito Capital, Colômbia[6]
- Margherita di Savoia, Apúlia, Itália[41]
- Buenos Aires, Argentina[6]
- Cochabamba, Cochabamba, Bolívia[42]
- Salvador, Bahia Brasil[43]
- Ibiza, Baleares, Espanha[40]
- Kagoshima, Kagoshima, Japão[44]
- Kaohsiung, Taiwan[45]
- Lima, Lima, Peru[46]
- Madri, CM Madri, Espanha[47]
- Manágua, Manágua, Nicarágua[48]
- Montes de Oca, San José, Costa Rica[40]
- Múrcia, Região de Múrcia, Espanha[49]
- Nice, Alpes Marítimos, França[40]
- Palermo, Sicília, Itália[50]
- Porto Príncipe, Oeste, Haiti[46]
- Qingdao, Shandong, China[46]
- Ramat Hasharon, Distrito de Tel Aviv, Israel[50]
- Vitória, Espirito Santo, Brasil[43]
- Santiago, Santiago, Chile[40]
- Cáli, Valle del Cauca, Colômbia[40]
- Santo Domingo, Distrito Nacional, República Dominicana[51]
- Varna, Distrito de Varna, Bulgária[51]
- Lisboa, Distrito de Lisboa, Portugal[52]
- Asti, Província de Asti, Itália[53]
- Sousse, Sousse, Tunísia[54]

## Miami Beach
- Fujisawa, Kanagawa, Japão
- Santa Marta, Magdalena, Colômbia
- Almonte, Andaluzia, Espanha
- Cozumel, Quintana Roo, México
- Ica, Ica, Peru
- Pescara, Abruzos, Itália
- Fortaleza, Ceará, Brasil
- Nahariya, Distrito Norte, Israel
- Brampton, Ontário, Canadá
- Basileia, Basileia-Cidade, Suíça
- Rio de Janeiro, Rio de Janeiro, Brasil[55]

## Miramar
- Santa Ana, Santa Ana, El Salvador

## Miami Lakes
- Desamparados, San José, Costa Rica[56]

## Mount Dora
- Forres, Moray, Escócia[5]

## New Port Richey
- Cavalaire-sur-Mer, Var, França[5]

## Niceville
- Les Sables-d'Olonne, Vendeia, França[3]

## North Miami
- Delmas, Oeste, Haiti[57]

## North Miami Beach
- San Pedro Sula, Cortés, Honduras
- Lucca, Toscana, Itália
- Migdal, Distrito Norte, Israel
- Sosúa, Puerto Plata, República Dominicana
- Gonaïves, Artibonite, Haiti
- Tabarre, Oeste, Haiti
- La Chapelle, Artibonite, Haiti
- Acra, Grande Acra, Gana
- Pingzhen, Condado de Taoyuan, Taiwan[15]

## Ocala
- Pisa, Toscana, Itália[5]
- Newbridge, Condado de Kildare, Irlanda[58]
- Sincelejo, Sucre, Colômbia[3]

## Opa-locka
- Isla Pucú, Cordillera, Paraguai[59]

## Orlando
- Reykjanesbær, Gullbringusýsla, Islândia
- Seine-et-Marne, Ilha de França, França[60]
- Monterrei, Nuevo León, México
- Valladolid, Castela e Leão, Espanha
- Oremburgo, Oblast de Oremburgo, Rússia
- Curitiba, Paraná, Brasil[5]
- Guilin, Guangxi, China
- Urayasu, Chiba, Japão
- Tainan, Taiwan[4]
- Keelung, Taiwan[33]

## Palatka
- Khasynsky, Oblast de Magadan, Rússia[3][61]

## Pembroke Pines
- Astracã, Oblast de Astracã, Rússia[62]

## Pensacola
- Chimbote, Ancash, Peru
- Miraflores, Lima, Peru
- Escazú, San José, Costa Rica
- Horlivka, Oblast de Donetsk, Ucrânia[6]
- Kaohsiung, Taiwan[6]
- Gero, Gifu, Japão[4]
- Macharaviaya, Andaluzia, Espanha[63]

## Pinecrest
- Cognac, Charente, França[64]

## Plant City
- Portage la Prairie, Manitoba, Canadá[3]

## Saint Augustine
- Cartagena, Bolívar, Colômbia
- Avilés, Astúrias, Espanha
- Santo Domingo, Distrito Nacional, República Dominicana
- Minorca, Ilhas Baleares, Espanha[65]

## Saint Pete Beach
- Sandown, Ilha de Wight, Inglaterra[3]

## São Petersburgo
- Takamatsu, Kagawa, Japão
- Figueres, Catalunha, Espanha
- São Petersburgo, Cidade Autónoma da Rússia, Rússia[5]

## Sanford
- Deltona, Flórida, Estados Unidos[18]

## Sarasota
- Tel Mond, Distrito Norte, Israel
- Vladimir, Oblast de Vladimir, Rússia
- Perpinhã, Pirineus Orientais, França
- Hamilton, Ontário, Canadá
- Treviso, Vêneto, Itália
- Mérida, Iucatã, México
- Dunfermline, Fife, Escócia[5]
- Siming, Fujian, República Popular da China[4]
- Santo Domingo, Distrito Nacional, República Dominicana[3][66]

## Southwest Ranches
- Clifden, Galway, Irlanda[67]

## Saint Cloud
- Lynn Haven, Flórida, Estados Unidos[37]

## Sunny Isles Beach
- Taormina, Sicília, Itália
- Hengchun, Condado de Pingtung, Taiwan
- Netanya, Distrito Central, Israel[68]

## Sunrise
- Yavne, Distrito Central, Israel[69]

## Stuart
- Hope Town, Ilhas Ábaco, Bahamas[70]

## Sweetwater
- Guitiriz, Galiza, Espanha[71]
- La Paz Centro, León, Nicarágua[72]
- San Felipe de Puerto Plata, Puerto Plata, República Dominicana[73]

## Tallahassee
- Asante Akim North, Ashanti, Gana
- São Martinho, Países Baixos
- Krasnodar, Krai de Krasnodar, Rússia[3]
- Ramat Hasharon, Distrito de Telavive, Israel
- Sligo, Condado de Sligo, Irlanda[5]
- Rugao, Jiangsu, República Popular da China[4]

## Tamarac
- Fatsa, Ordu, Turquia[74]

## Tampa
- Asdode, Distrito Sul, Israel
- Agrigento, Sicília, Itália
- Barranquilla, Atlántico, Colômbia
- Konak, Esmirna, Turquia
- Le Havre, Sena Marítimo, França
- Porto Alegre, Rio Grande do Sul, Brasil
- Oviedo, Astúrias, Espanha
- Boca del Río, Veracruz, México[5]
- Veracruz, Veracruz, México[6]
- Córdova, Córdova, Argentina[75]
- Granada, Granada, Nicarágua[76]
- Jiaxing, Zhejiang, República Popular da China[77]

## Tarpon Springs
- Calímnos, Egeu Meridional, Grécia
- Halki, Egeu Meridional, Grécia
- Simi, Egeu Meridional, Grécia
- Lárnaca, Lárnaca, Chipre[5]

## Tavares
- Xindian, Nova Taipé, Taiwan[4]

## Temple Terrace
- Eastleigh, Hampshire, Inglaterra[78]

## Titusville
- Soest, Utrecht, Países Baixos
- Ceadîr-Lunga, Gagaúzia, Moldávia
- Yueyang, Hunan, China[79]

## West Miami
- León, León, Nicarágua[40]
- Santa Cruz del Quiché, El Quiché, Guatemala[40]

## Winter Haven
- Sambuca di Sicilia, Sicília, Itália[80]